# Suezkanal (Mannheim)

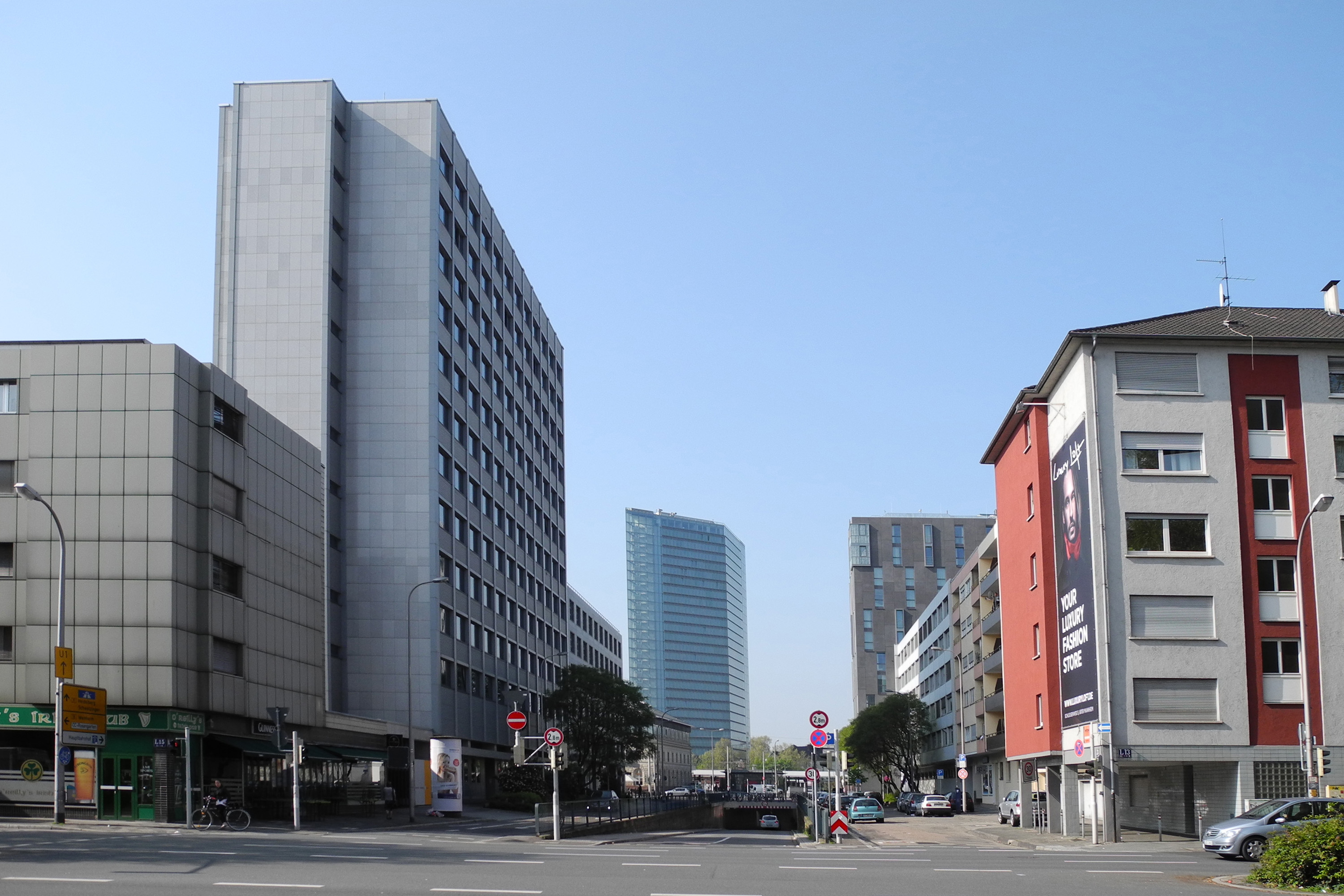
Einfahrt in die Tunnelstraße von der Innenstadt, im Hintergrund der Victoria-Turm (2013)

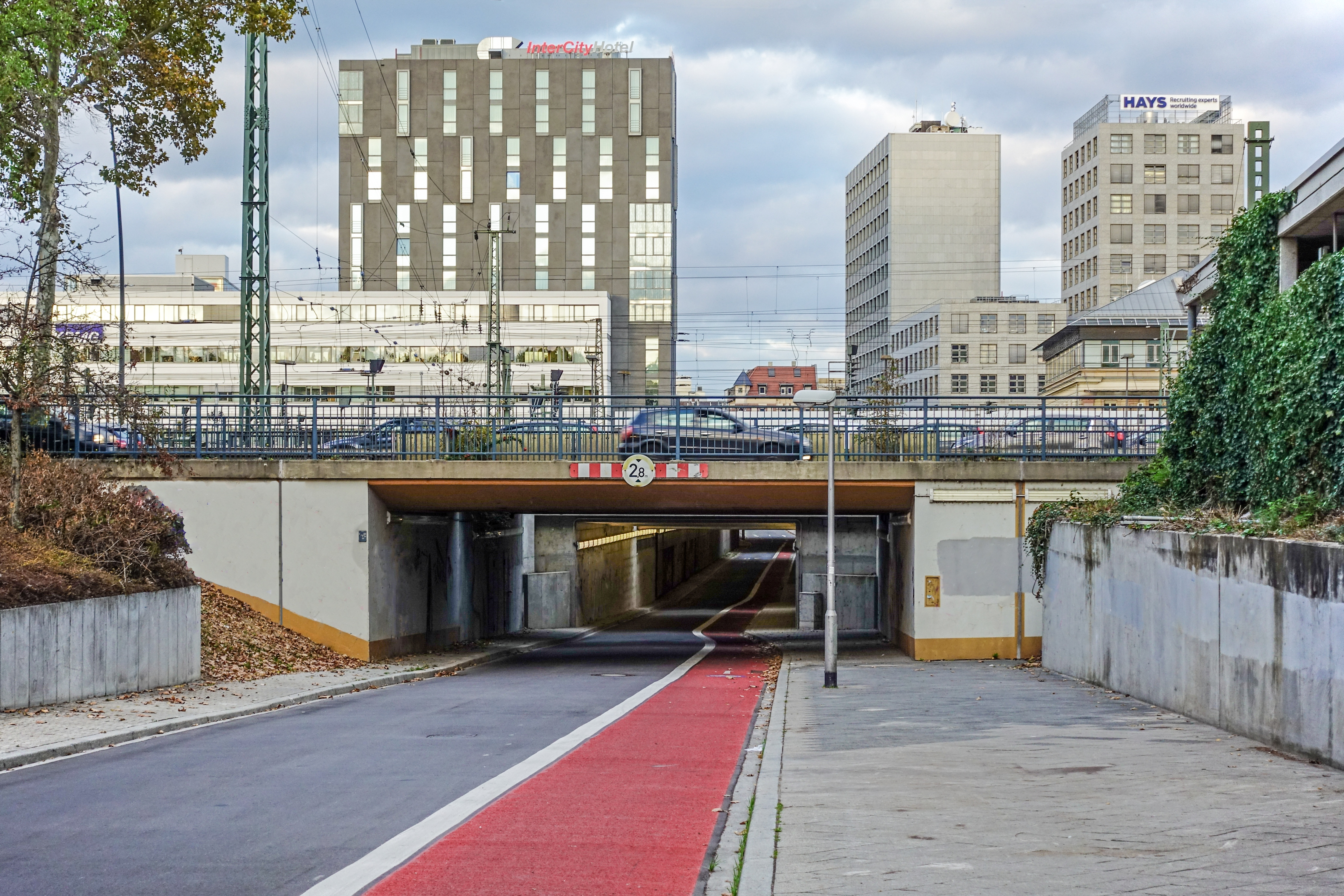
Blick vom Stadtteil Lindenhof Richtung Innenstadt, Höhenbeschränkung 2,8 m, Radverkehrsanlage rot (2018)

Mit Suezkanal wird in Mannheim seit etwa 1890 im Volksmund die Tunnelstraße bezeichnet, die seit den 1870er Jahren als Gleisunterführung des Hauptbahnhofs die Innenstadt mit dem Stadtteil Lindenhof verbindet.

## Geschichte
Etwa an dieser Stelle befanden sich alte Wegverbindungen zum Lindenhof, dessen Name später für den Stadtteil übernommen wurde, und zum Gontardschen Gut in Rheinnähe bei den Resten der ehemaligen Burg Eichelsheim. Als die von Osten kommende Bahnlinie Mannheim–Heidelberg quer zu diesem Weg durch den Schlossgarten an der Südseite des Schlosses entlang und danach über den Rhein geführt wurde, ergab sich die Notwendigkeit einer Unterführung. Die Rheinbrücke wurde 1865 bis 1867 errichtet. Außerdem entstand den Jahren 1874 bis 1875 der Hauptbahnhof an seiner heutigen Stelle.
Zunächst grenzte auf der Stadtseite noch die Großherzogliche Baumschule an das Bahngelände zwischen Hauptbahnhof und Schloss. Diese wurde im Zusammenhang mit dem Bau der Bismarckstraße in den 1880er Jahren zur Bebauung parzelliert und in Fortführung der Innenstadt-Quadrate mit den Straßen durchzogen, die die heutigen Quadrate L 8 bis L 15 bilden. Die vorgesehene Weiterführung der Bismarckstraße entlang dem Schloss, die ab 1893 realisiert wurde, erhöhte weiter das Verkehrsaufkommen.
Auf der südlichen Seite der Gleise war der Stadtteil Lindenhof im Entstehen, zuerst als industrielle Entwicklung, dann aber als Wohngebiet. Hierdurch ergab sich ein Verkehrsaufkommen, das mit einem schienengleichen Übergang neben dem Hauptbahnhof nicht sicher abgewickelt werden konnte. So wurde, von der Bismarckstraße abgehend, zwischen den Quadraten L 13 und L 15 eine Unterführung geplant und realisiert.
Planungen und „Tunnelstraße“ als Name reichen mindestens in das Jahr 1874 zurück. Spätestens im Stadtplan von 1880 ist die seit 1883 bestehende Unterführung eingezeichnet und baulich erkennbar sowie 1895 als „Tunnelstraße“ zu lesen.
Die etwa 200 Meter westlich gelegene Lindenhofüberführung wurde erst 1897 errichtet, u. a. für die Straßenbahn zum Lindenhof (ab 1901).
Die Tunnelstraße ist seit 27. Mai 2021 bis 2025 für den Autoverkehr und überwiegend auch für den Fußgänger- und Radverkehr gesperrt. Grund war zunächst eine städtische Baumaßnahme, seit März 2022 die Sanierung des Tunnelbauwerks durch die Deutsche Bahn.

## Bezeichnung „Suezkanal“
Angeblich stammt die Betitelung „Suezkanal“ vom Fabrikanten Dr. Heinrich Propfe, Inhaber einer chemischen Fabrik zur Herstellung von Wasserglas in der Lindenhofstraße. Er soll mit dem Erbauer des tatsächlichen Suezkanals, Ferdinand de Lesseps, befreundet gewesen sein und diesen bewundert sowie auch die Anbindung des Lindenhofs an die Innenstadt unterstützt haben. Lesseps erhielt für die Einweihung des Mannheimer „Suezkanals“ sogar eine Einladung.
Ein anderer Ursprung der Namensbezeichnung wird in mangelnden Entwässerungstechniken vermutet, die in den Anfangsjahren häufig zu Überschwemmungen des Tunnels führten. Bis in die zweite Hälfte der 1970er Jahre befand sich an der Innenstadtseite der Tunnelstraße eine schwenkbare Schranke. Mit dieser wurde die Zufahrt verschlossen, wenn durch den Hochwasserstand des Rheins oder infolge von Starkregen ein Wasserrückstau die Fahrbahn in der Unterführung überflutete. Daher blieb die Bezeichnung „Suezkanal“ lange Zeit geläufig.

## Beschreibung der Tunnelstraße
Von der stadtseitigen Bismarckstraße verläuft die Straße als Rampe zwischen den Quadraten L 13 und L 15 in Trogbauweise abwärts, dann wenige Meter neben dem Bahnhofsgebäude unter den Bahnsteigen und Gleisen etwa eben hindurch und anschließend wieder als Rampe auf das Straßenniveau im Stadtteil Lindenhof. Die bestehende Eisenbahnüberführung wurde 1917 erstellt und mehrfach umgebaut. Die Decke ist unter den Gleisen mit Profilstahlträgern und Beton errichtet. Hinzu kommen einzelne Brückenbauwerke am Nord- bzw. Südende. Die ersten beiden Abschnitte sind rechts und links mit den alten Schwergewichtsmauen aus rotem Buntsandstein und Betonhinterfüllung begrenzt, die im Bereich unter den Gleisen mit Waschbetonplatten verhängt sind. Die lichte Weite hier beträgt 6,5 m, die lichte Höhe 3,2 m. Schon im „Führer durch Mannheim“ von 1907 wird der Suezkanal als „wenig schöne Unterführung“ bezeichnet.
Die Verkehrsführung erfolgt in der eigentlichen Unterführung als Einbahnstraße Richtung Mannheim-Lindenhof. Ein markierter Radweg verläuft baulich nicht getrennt in Gegenrichtung. Auf der Innenstadtseite besteht die Zu- und Abfahrt einer Tiefgarage und daher eine Zweirichtungsfahrbahn.
Aufgrund von Baumaßnahmen der Deutschen Bahn zur Erweiterung des Hauptbahnhofs Mannheim um den Bahnsteig F war der „Suezkanal“ von September 2014 bis Dezember 2017 für den Autoverkehr gesperrt. Dabei wurde der Tunnelbereich durch eine weitere Gleisüberführung auf der Südseite um 13 Meter verlängert.